# Juvignac
Juvignac (in occitano Juvinhac) è un comune francese di 7 367 abitanti situato nel dipartimento dell'Hérault nella regione dell'Occitania.

## Società

### Evoluzione demografica
Abitanti censiti